# Бандора (інструмент)
Бандора або пандора (англ. bandora, bandore; нім. Pandora) — це великий щипковий струнний музичний інструмент із довгим грифом, який можна вважати басовою версією цитри, хоча він не має характерного для цитри строю з повторним налаштуванням. Ймовірно, бандору вперше створив англійський майстер Джон Роуз близько 1560 року. Інструмент залишався популярним понад століття. Менший варіант бандори називався орфаріон.

## Конструкція і тип
Бандора за своєю будовою подібна до цитри, проте має шість або сім хорів (парних струн, налаштованих в унісон), які налаштовувалися за принципом, ближчим до лютневого, але без високої ноти «ре», що є на басовій лютні. Лади бандори були схожі на орфаріон і ближчі до конструкції лютні, ніж до цитри чи гітари. Це наближало її стрій до сучасних гітарних налаштувань: «до» «ре» «соль» «до» «мі» «ля», інколи з додатковою сьомою нижньою струною «соль».
Томас Морлі у своєму збірнику Consort Lessons називає інструмент «пандора».  Історично термін бандора іноді помилково використовували для позначення бандури. Бандура має до 68 струн і значно відрізняється від бандори за конструкцією та способом гри.
У період Ренесансу не існувало усталених стандартів найменування інструментів, і терміни часто використовувалися вільно. Іспанська бандурія, хоча раніше цей термін також був взаємозамінним, нині позначає високий інструмент, схожий на мандоліну. Це подібна плутанина, як і з термінами мандора та мандола. Вважається, що назви всіх цих інструментів походять від давньогрецької пандури (термін, знову ж таки, застосовувався до різноманітних струнних інструментів у різних регіонах у ранні часи).